# Филлипп, Райан
Мэ́ттью Ра́йан Фи́ллипп (англ. Matthew Ryan Phillippe, /ˈfɪlɨpiː/; род. 10 сентября 1974, Нью-Касл, Делавэр, США) — американский актёр.

## Ранние годы
Райан родился в городе Нью-Касл (штат Делавэр) , в семье Ричарда и Сьюзен Филлипп. У него есть три сестры. Его предки имели в основном английское, а также немецкое и французское происхождение. В детские годы увлекался баскетболом и футболом. Имеет чёрный пояс по тхэквондо. Он окончил Барбизонский университет в Уилмингтоне, штат Делавэр.

## Карьера
Актёрская карьера Филиппа началась после того, как он подписал контракт с компанией Cathy Parker Management в Вурхисе, штат Нью-Джерси. Вскоре после этого он сыграл Билли Дугласа в телесериале «Одна жизнь, чтобы жить». Затем Филипп переехал в Лос-Анджелес, где снялся в нескольких эпизодических ролях в различных телесериалах, включая «Мэтлок» и «Строго на юг», а также фильмах, «Багровый прилив» и «Белый шквал».
В 1997 году с участием Филиппа вышел слэшер под названием «Я знаю, что вы сделали прошлым летом», в котором также снялись Сара Мишель Геллар, Фредди Принц-младший и Дженнифер Лав Хьюитт. Фильм имел коммерческий успех и принес Филиппу широкую известность. В 1999 году он сыграл роль Себастьяна Вальмонта в фильме «Жестокие игры». Картина стала успешной, а Филипп получил статус кумира молодежи.
В дальнейшем он сыграл в таких фильмах, как «Путь оружия», «Опасная правда» и «Госфорд-парк», который был номинирован на премию Оскар. Далее последовали эпизодические роли в фильмах «Игби идет ко дну» и «Столкновение». Премьера фильма «Внутри моей памяти» состоялась в 2003 году по кабельному телевидению.
В 2006 году Филипп сыграл морского пехотинца Джона Брэдли в военном фильме «Флаги наших отцов» Клинта Иствуда. Позднее он признался, что этот фильм стал самым значимым для него, так как оба его деда сражались на войне. Его игра была высоко оценена кинокритиком, Ричардом Роупером, который считал, что это лучшая роль Филиппа . В 2007 году он сыграл главную роль в фильме «Измена», сюжет которого основан на настоящей истории сотрудника ФБР Эрика О’Нэйла, который разоблачил своего босса, Роберта Ханссена — шпиона Советского Союза и России, продававшего секретную информацию.

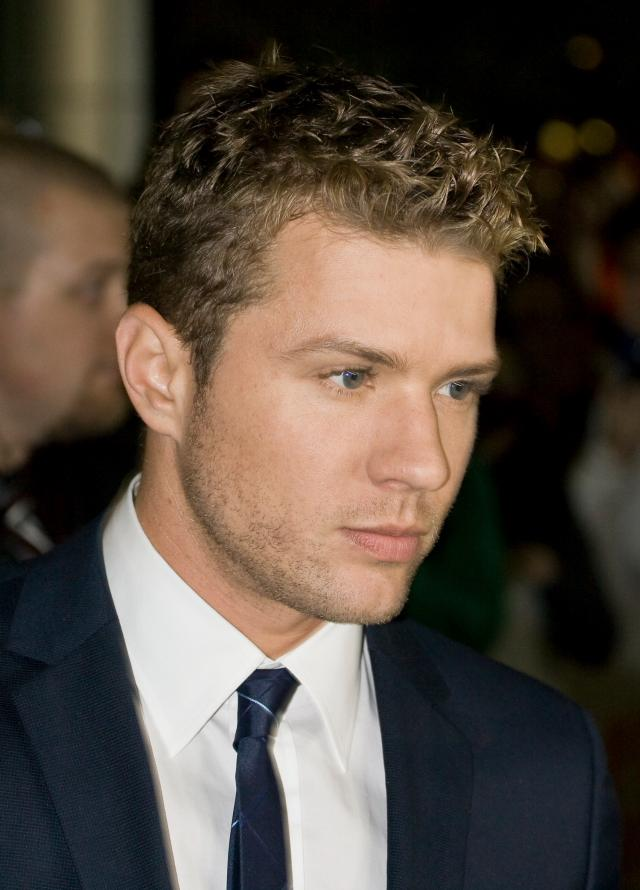
Филипп в 2010 году

В 2010 году Филипп сыграл роль фотографа Грега Мариновича в фильме «Клуб безбашенных» . Филипп снимается в роли лауреата Пулитцеровской премии фотографа Грега Мариновича. Съемки фильма проходили в Южной Африке, начиная с марта 2009 года. Филипп описал процесс съемок как " действительно бег и пистолет. Премьера фильма состоялась в сентябре 2010 года на Международном кинофестивале в Торонто.
Летом 2010 года Филипп приступил к съемкам в экранизации популярного криминального романа «Линкольн для адвоката». Фильм был выпущен 18 марта 2011 года и был в целом хорошо принят критиками, набрав 82 % голосов на Rotten Tomatoes по состоянию на конец марта 2011 года. В декабре 2010 года он сыграл в фильме «Подстава». Фильм был выпущен на DVD 20 сентября 2011 года.
Летом 2011 года Филлипп снялся в комедии «Всех порву!» вместе с Элайджей Вудом, Кристен Уиг и Адамом Броуди. Премьера фильма состоялась на кинофестивале в Трайбека в 2012 году.
В ноябре 2011 года Филипп начал сниматься в сериале «Схватка». В 2012 году он сосредоточился на своем режиссёрском дебюте — фильме «Попал под раздачу». Помимо режиссуры, совместного продюсирования и главной роли в фильме, Филипп также написал сценарий вместе с Джо Госсетом. Он признался, что фильм частично основан на его жизненном опыте. Съемки проходили на натуре в Шривпорте осенью 2012 года. Он вышел в прокат 10 октября 2014 года.
В октябре 2013 года он начал снимать боевик под названием «Возврат». В фильме Филипп играет американца, который едет в Пуэрто-Рико со своей женой, чтобы усыновить сироту с Гаити. После стычки с местным жителем ребёнок исчезает. Фильм был выпущен 19 сентября 2014 года.
В мае 2014 года канал ABC начал производство сериала «Секреты и ложь». 10-серийный мистический сериал вышел на экраны 1 марта 2015 года. В нём Филипп играет примерного семьянина, который становится главным подозреваемым в убийстве после того, как обнаруживает тело ребёнка. В 2015 году Филипп получил главную роль Боба Ли Свэггера в сериале «Стрелок», премьера которого состоялась осенью 2016 года.
В феврале 2020 года стало известно, что Филипп сыграет роль Коди Хойта в криминальном сериале «Бескрайнее небо».

## Личная жизнь
С 1999 по 2008 год Филлипп был женат на актрисе Риз Уизерспун, ставшей матерью его дочери Авы Элизабет (1999 г.р.), названной в честь актрисы Авы Гарднер и сына Дикона Риза (2003 г.р.). Супруги развелись 5 октября 2007 года. Филипп и Уизерспун совместно опекают своих детей.
В 2007 году Филипп начал встречаться с австралийской актрисой Эбби Корниш. Они расстались в феврале 2010 года.
Летом 2010 года Филипп находился в отношениях с моделью и актрисой, Алексис Кнапп, они расстались в сентябре 2010 года. 1 июля 2011 года она родила дочь Кэй от Райана. Филипп присутствовал при родах.
В 2011 году он начал встречаться со студенткой юридического факультета Паулиной Слагтер. Они прекратили свои отношения в 2016 году. В марте 2017 года Слагтер подала заявление о домогательствах в полицию Лос-Анджелеса после того, как Филипп преследовал её своими смс.
В сентябре 2017 года Элси Хьюитт, бывшая подруга Филиппа, подала на него в суд за то, что он якобы ударил её кулаком, пинал ногами и сбросил с лестницы. Хьюитт получила ордер, согласно которому Филипп не сможет приблизиться к ней ближе чем на 100 ярдов. В октябре 2019 года дело было урегулировано.

## Фильмография
| Год       |    | Русское название                                        | Оригинальное название                                     | Роль                     |
| --------- | -- | ------------------------------------------------------- | --------------------------------------------------------- | ------------------------ |
| 1992—1993 | с  | Одна жизнь, чтобы жить                                  | One Life to Live                                          | Билли Дуглас             |
| 1994      | тф | Загадки Перри Мейсона: Дело гримасничающего губернатора | A Perry Mason Mystery: The Case of the Grimacing Governor | Роберт Фаулер            |
| 1994      | с  | Мэтлок                                                  | Matlock                                                   | Майкл                    |
| 1994      | с  | Строго на юг                                            | Due South                                                 | Портер                   |
| 1995      | ф  | Багровый прилив                                         | Crimson Tide                                              | моряк Грэттэм            |
| 1995      | тф | Пчелы-убийцы                                            | Deadly Invasion: The Killer Bee Nightmare                 | Том Редман               |
| 1996      | ф  | Белый шквал                                             | White Squall                                              | Джил Мартин              |
| 1996      | ф  | Захватчик                                               | Invader                                                   | рядовой Райан            |
| 1996      | с  | Надежда Чикаго                                          | Chicago Hope                                              | Дэвид Холгрен            |
| 1996      | с  | Внешние пределы                                         | The Outer Limits                                          | Расти Добсон             |
| 1997      | ф  | Нигде                                                   | Nowhere                                                   | Шэд                      |
| 1997      | ф  | Я знаю, что вы сделали прошлым летом                    | I Know What You Did Last Summer                           | Барри Кокс               |
| 1997      | ф  | Грустный мальчик                                        | Little Boy Blue                                           | Джимми Вест              |
| 1998      | ф  | Доморощенный                                            | Homegrown                                                 | Харлан Дикстра           |
| 1998      | ф  | Студия 54                                               | 54                                                        | Шейн О’Шеа               |
| 1998      | ф  | Превратности любви                                      | Playing by Heart                                          | Кинан                    |
| 1999      | ф  | Жестокие игры                                           | Cruel Intentions                                          | Себастьян Вальмонт       |
| 2000      | ф  | Свой парень                                             | Company Man                                               | Петров                   |
| 2000      | ф  | Путь оружия                                             | The Way of the Gun                                        | мистер Паркер            |
| 2000      | мс | Царь горы                                               | King of the Hill                                          | Валли                    |
| 2001      | ф  | Опасная правда                                          | Antitrust                                                 | Майло Хоффман            |
| 2001      | ф  | Госфорд-парк                                            | Gosford Park                                              | Генри Дентон             |
| 2002      | ф  | Игби идёт ко дну                                        | Igby Goes Down                                            | Оливер                   |
| 2003      | ф  | Внутри моей памяти                                      | The I Inside                                              | Саймон Кейбл             |
| 2004      | ф  | Столкновение                                            | Crash                                                     | офицер Том Хансен        |
| 2005      | ф  | Хаос                                                    | Chaos                                                     | Шейн Деккер              |
| 2006      | ф  | Пять пальцев                                            | Five Fingers                                              | Мартин                   |
| 2006      | ф  | Флаги наших отцов                                       | Flags of Our Fathers                                      | Джон «Док» Бредли        |
| 2007      | ф  | Измена                                                  | Breach                                                    | Эрик О’Нилл              |
| 2008      | ф  | Война по принуждению                                    | Stop Loss                                                 | сержант Брэндон Кинг     |
| 2009      | ф  | Франклин                                                | Franklyn                                                  | Прист                    |
| 2010      | ф  | Супер Макгрубер                                         | MacGruber                                                 | лейтенант Диксон Пайпер  |
| 2010      | ф  | Клуб безбашенных                                        | The Bang Bang Club                                        | Грег Маринович           |
| 2011      | ф  | Линкольн для адвоката                                   | The Lincoln Lawyer                                        | Луис Руле                |
| 2011      | ф  | Всех порву!                                             | Revenge for Jolly!                                        | Эверетт Бахмайер         |
| 2011      | ф  | Подстава                                                | Setup                                                     | Винсент                  |
| 2012      | с  | Схватка                                                 | Damages                                                   | Ченнинг Макларен         |
| 2013      | ф  | Простые истины                                          | Straight A’s                                              | Скотт                    |
| 2014      | ф  | Попал под раздачу                                       | Catch Hell                                                | Ригон Пирс               |
| 2014      | ф  | Возврат                                                 | Reclaim                                                   | Стивен Майер             |
| 2014      | с  | Мужики за работой                                       | Men at Work                                               | играет себя              |
| 2015      | ф  | Вернуть отправителю                                     | Return to Sender                                          | курьер                   |
| 2015      | с  | Пьяная история                                          | Drunk History                                             | Бенджамин Хейс           |
| 2015      | с  | Секреты и ложь                                          | Secrets and Lies                                          | Бен Кроуфорд             |
| 2016—2018 | с  | Стрелок                                                 | Shooter                                                   | Боб Ли Суэггер           |
| 2017      | ф  | Бойся своих желаний                                     | Wish Upon                                                 | отец Клэр                |
| 2017      | с  | Бруклин 9-9                                             | Brooklyn Nine-Nine                                        | Милтон Бойл              |
| 2017      | с  | Популярна и влюблена                                    | Famous in Love                                            | играет себя              |
| 2019      | с  | Исторические прожарки                                   | Historical Roasts                                         | Гай Юлий Цезарь          |
| 2020      | ф  | Кровные братья                                          | Brothers by Blood                                         | Чарли Флад               |
| 2020      | ф  | Второй                                                  | The 2nd                                                   | майор Виктор «Вик» Дэвис |
| 2020      | с  | Уилл и Грейс                                            | Will & Grace                                              | играет себя              |
| 2020      | с  | Бескрайнее небо                                         | Big Sky                                                   | Коди Хойт                |
| 2021      | ф  | Хозяйка поместья                                        | Lady of the Manor                                         | Таннер Уодсворт          |
| 2021      | ф  | Последний шанс                                          | One Shot                                                  | Джек Йорк                |
| 2021      | с  | Макгрубер                                               | MacGruber                                                 | лейтенант Диксон Пайпер  |
| 2022      | ф  | Американский убийца                                     | American Murderer                                         | Лэнс Лейзинг             |
| 2022      | ф  | Столкновение                                            | Collide                                                   | Хантер                   |
| 2022      | ф  | Вершина страха                                          | Summit Fever                                              | Лео                      |
| 2023      | ф  | Взломщик                                                | The Locksmith                                             | Миллер Грэм              |
| 2023      | ф  | Дьявол в деталях. Дело Миранды                          | Miranda’s Victim                                          | адвокат Джон Дж. Флин    |
| 2024      | ф  | Выжить в Калахари                                       | Prey                                                      | Эндрю                    |
| 2024      | ф  | Святая Клэр                                             | Saint Clare                                               | Тиммонс                  |